# Muerte de Hércules
La Muerte de Hércules es un cuadro de Francisco de Zurbarán expuesto en el Museo del Prado de Madrid (España).
Está pintado al óleo sobre lienzo y mide 136 cm de alto por 167 cm de ancho.
Sin duda es uno de los lienzos más interesantes de la serie que Zurbarán dedicó a Hércules, supuesto padre de la dinastía española. Pintados para el Palacio del Buen Retiro por orden de Felipe IV, hombre de un excelente olfato artístico, el que nos ocupa constituye la escena final del ciclo. Hércules muere por mano de su propia esposa, engañada. 
Hércules mató al centauro Neso, quien empapó en su propia sangre una túnica que regaló a Deyanira, la esposa de Hércules, diciéndole que de esa manera adquiriría poderes afrodisíacos. Deyanira, celosa porque su esposo mantenía relaciones con otra princesa, le regaló la túnica esperando recuperarle. Cuando Hércules la vistió, la tela comenzó a arder y el héroe murió en las llamas. Tras su reducción a cenizas, su padre el dios Júpiter le hizo ascender a los cielos en forma de nube, divinizándolo. De ahí la relevancia de este capítulo para el rey de español, que de esta manera demuestra el origen divino de su autoridad. 
La composición de Zurbarán sorprende por su audacia y dramatismo, frente a sus habituales representaciones estáticas, carentes de cualquier complejidad. Al fondo de la escena alude a la victoria póstuma del centauro sobre Hércules, representándolo en el paisaje del segundo plano, huyendo. Respecto a la posición de Hércules, parece ser que recurrió a antiguos grabados, como era habitual, considerándose como la fuente original un hermosísimo grabado de Leonardo da Vinci titulado San Jerónimo. Por lo demás, el colorido y la luz son los del maestro, empleando los violentos reflejos de las llamas para destacar el cuerpo del protagonista contra un fondo muy oscuro, en el mejor estilo tenebrista.
- Datos: Q6025833